# Bereketli, Besni
Bereketli là một xã thuộc huyện Besni, tỉnh Adıyaman, Thổ Nhĩ Kỳ.